# Sphaeroderus stenostomus
Sphaeroderus stenostomus är en skalbaggsart som beskrevs av Weber. Sphaeroderus stenostomus ingår i släktet Sphaeroderus och familjen jordlöpare. Inga underarter finns listade i Catalogue of Life.